# Clarens (Lanne-Soubiran)
Pour les articles homonymes, voir Clarens.
Clarens est une ancienne commune du Gers. En 1836, elle est rattachée à la commune de Lanne-Soubiran.

## Géographie

### Localisation
Clarens se situe en Gascogne, dans le Bas-Armagnac, au sein de la commune de Lanne-Soubiran.

## Toponymie
Lors de la Révolution, Clarens a été temporairement renommée Quinto-Rustan.

## Histoire
La commune faisait partie du canton de Nogaro. En 1836, Clarens est fusionnée au sein de la commune de Lanne-Soubiran. En 2014, Lanne-Soubiran est transférée au canton du Grand-Bas-Armagnac.

## Population et société

### Démographie
| 1793 | 1800 | 1806 | 1821 | 1831 |
| ---- | ---- | ---- | ---- | ---- |
| 67   | 65   | 78   | 70   | 73   |